# ییژی ترنکا
ییژی ترنکا (چکی: Jiří Trnka؛ ۲ دسامبر ۱۹۲۶ – ۱ مارس ۲۰۰۵) یک بازیکن فوتبال اهل چکسلواکی بود.

## باشگاهی
از باشگاه‌هایی که در آن بازی کرده‌است می‌توان به دوکلا پراگ اشاره کرد.

## تیم ملی
وی سابقه ۲۳ بازی در تیم ملی فوتبال چکسلواکی را در کارنامه دارد.